# La Croix-en-Brie
La Croix-en-Brie és un municipi francès, situat al departament de Sena i Marne i a la regió de Illa de França. L'any 2007 tenia 662 habitants.
Forma part del cantó de Nangis, del districte de Provins i de la Comunitat de comunes de la Brie Nangissienne.

## Demografia

### Població
El 2007 la població de fet de La Croix-en-Brie era de 662 persones. Hi havia 252 famílies, de les quals 52 eren unipersonals (16 homes vivint sols i 36 dones vivint soles), 92 parelles sense fills, 84 parelles amb fills i 24 famílies monoparentals amb fills.
La població ha evolucionat segons el següent gràfic:
Habitants censats

### Habitatges
El 2007 hi havia 319 habitatges, 255 eren l'habitatge principal de la família, 30 eren segones residències i 34 estaven desocupats. 314 eren cases i 4 eren apartaments. Dels 255 habitatges principals, 229 estaven ocupats pels seus propietaris, 22 estaven llogats i ocupats pels llogaters i 4 estaven cedits a títol gratuït; 7 tenien dues cambres, 38 en tenien tres, 63 en tenien quatre i 148 en tenien cinc o més. 192 habitatges disposaven pel capbaix d'una plaça de pàrquing. A 106 habitatges hi havia un automòbil i a 139 n'hi havia dos o més.

### Piràmide de població
La piràmide de població per edats i sexe el 2009 era:
| Homes | Edats   | Dones |
| ----- | ------- | ----- |
| 4     | 95 o +  | 4     |
| 0     | 90 a 94 | 0     |
| 8     | 85 a 89 | 4     |
| 8     | 80 a 84 | 4     |
| 8     | 75 a 79 | 16    |
| 12    | 70 a 74 | 16    |
| 12    | 65 a 69 | 16    |
| 4     | 60 a 64 | 4     |
| 20    | 55 a 59 | 16    |
| 32    | 50 a 54 | 24    |
| 20    | 45 a 49 | 12    |
| 32    | 40 a 44 | 16    |
| 40    | 35 a 39 | 32    |
| 20    | 30 a 34 | 36    |
| 8     | 25 a 29 | 12    |
| 8     | 20 a 24 | 0     |
| 24    | 15 a 19 | 4     |
| 12    | 10 a 14 | 32    |
| 28    | 5 a 9   | 24    |
| 8     | 0 a 4   | 20    |

## Economia
El 2007 la població en edat de treballar era de 444 persones, 324 eren actives i 120 eren inactives. De les 324 persones actives 309 estaven ocupades (170 homes i 139 dones) i 15 estaven aturades (6 homes i 9 dones). De les 120 persones inactives 50 estaven jubilades, 40 estaven estudiant i 30 estaven classificades com a «altres inactius».

### Ingressos
El 2009 a La Croix-en-Brie hi havia 266 unitats fiscals que integraven 714 persones, la mediana anual d'ingressos fiscals per persona era de 20.273 €.

### Activitats econòmiques
Dels 14 establiments que hi havia el 2007, 1 era d'una empresa alimentària, 1 d'una empresa de fabricació de material elèctric, 3 d'empreses de construcció, 1 d'una empresa de comerç i reparació d'automòbils, 1 d'una empresa de transport, 2 d'empreses d'hostatgeria i restauració, 1 d'una empresa financera, 2 d'empreses de serveis, 1 d'una entitat de l'administració pública i 1 d'una empresa classificada com a «altres activitats de serveis».
Dels 6 establiments de servei als particulars que hi havia el 2009, 1 era una oficina de correu, 2 paletes, 1 lampisteria, 1 restaurant i 1 saló de bellesa.
L'únic establiment comercial que hi havia el 2009 era una fleca.
L'any 2000 a La Croix-en-Brie hi havia 19 explotacions agrícoles que ocupaven un total de 2.192 hectàrees.

## Equipaments sanitaris i escolars
El 2009 hi havia una escola elemental.

## Poblacions més properes
El següent diagrama mostra les poblacions més properes.